# Bas-Fleuve
Bas-Fleuve var till den administrativa reformen 2015 ett distrikt i Kongo-Kinshasa. Det låg i provinsen Bas-Congo (sedan 2015 Kongo-Central), i den västra delen av landet, 290 km väster om huvudstaden Kinshasa. Arean var 9 980 kvadratkilometer.